# Notophthiracarus anceps
Notophthiracarus anceps är en kvalsterart som först beskrevs av Wojciech Niedbała 2004.  Notophthiracarus anceps ingår i släktet Notophthiracarus och familjen Phthiracaridae. Inga underarter finns listade i Catalogue of Life.